# كاثي زيمارمان
كاثي زيمارمان (بالألمانية: Cathy Zimmermann)‏ هي مقدمة برامج إذاعية ومذيعة أخبار ومقدمة تلفزيونية نمساوية، ولدت في 6 أكتوبر 1981 في فيينا في النمسا.

## وصلات خارجية
- كاثي زيمارمان على موقع IMDb (الإنجليزية)